# Jerónimo de Cárcamo
Luis Jerónimo de Cárcamo Díaz del Castillo (?, c.1560 - Frente a Paita, 25 de septiembre de 1612) fue un prelado novohispano. Canónigo en México y procurador ante la corte española, fue finalmente nombrado obispo de Trujillo en el Perú, pero murió antes de llegar a su sede.

## Biografía
Hijo del magistrado español Bernabé Valdés de Cárcamo y de Catalina Ruiz Mejía. Se desconoce el lugar de su nacimiento: pudo ser en Ciudad Real, de donde era originario su familia; o bien Sevilla, donde se casaron sus progenitores; o Quito en América, donde su padre había sido enviado como fiscal interino de la Real Audiencia de dicha ciudad. Lo único seguro es que desde muy temprana edad vivió en la América española, por lo que se le considera hispanoamericano.
En 1568 se trasladó con su familia a Guatemala, al ser promovido su padre como oidor de la Real Audiencia de dicha ciudad. En 1572 surgió otro traslado familiar, esta vez a México, al ser ascendido su padre a oidor del alto tribunal del Virreinato de Nueva España. Allí, el joven Luis Jerónimo arraigó y terminó sus estudios. En 1587 se graduó de doctor en Derecho Canónico en la Real Universidad de México, donde pasó a ser catedrático en propiedad de dicha materia. Obtuvo también una canonjía en la iglesia metropolitana de México (1586), así como la dignidad de tesorero.
En 1607 el cabildo de la catedral de México lo nombró procurador ante la corte española de Madrid, donde entró el 20 de octubre de 1608. Estaba todavía cumpliendo su función en España, cuando el rey Felipe III lo propuso como obispo de Trujillo en el Perú. El papa Paulo V le dio el nombramiento, el 25 de mayo de 1611.
Una vez recibidas las cartas ejecutoriales (10 de octubre de 1611), emprendió viaje a su diócesis en la flota de Tierra Firme. Pero estando en camino, vino a fallecer frente al puerto de Paita, en la costa norte del Perú, en 1612.